# فرادگردیسی
فرادگردیسی (به انگلیسی: Hypermetamorphosis, heteromorphosis) , اصطلاحی است که در حشره‌شناسی استفاده می‌شود و به دسته‌ای از انواع همه‌دگردیسی اشاره دارد، یعنی دگردیسی کامل حشرات، اما جایی که برخی از سنین لارو از یکدیگر متمایز هستند.
فرادگردیسی (Hypermetamorphosis)، همان‌طور که این اصطلاح معمولاً در حشره‌شناسی استفاده می‌شود، به دسته‌ای از انواع همه‌دگردیسی اشاره دارد. در فرادگردیسی برخی از سنین لارو از نظر عملکردی و ریخت‌شناسی از یکدیگر متمایز هستند.

## شکل‌های مختلف فرادگردیسی
رشد فرادگردیسی معمولاً به عنوان سازگاری با رشد حشرات انگل‌واره ویژه رخ می‌دهد، به ویژه در:
- خانواده سوسک سوک تاول و Ripiphoridae،
- راسته پیچیده‌بالان
- مگس در خانواده‌های مگس‌های سرکوچک، گاومگس و مگس‌هاتی آشفته‌رگه،
- خانواده بال‌توری‌سانان آخوندک‌مگسان و
- خانواده زنبورهای انگلی یوکوریتیدی.